# ألان ستيفنسون
ألان ستيفنسون (بالإنجليزية: Alan Stevenson)‏ (6 نوفمبر 1950 في المملكة المتحدة - ) هو لاعب كرة قدم بريطاني في مركز حراسة المرمى. لعب مع نادي بيرنلي ونادي تشيسترفيلد ونادي روذرهام يونايتد ونادي هارتلبول يونايتد.

## وصلات خارجية
- ألان ستيفنسون على موقع قاعدة بيانات كرة القدم.إي يو (الإنجليزية)